# Puka Temu

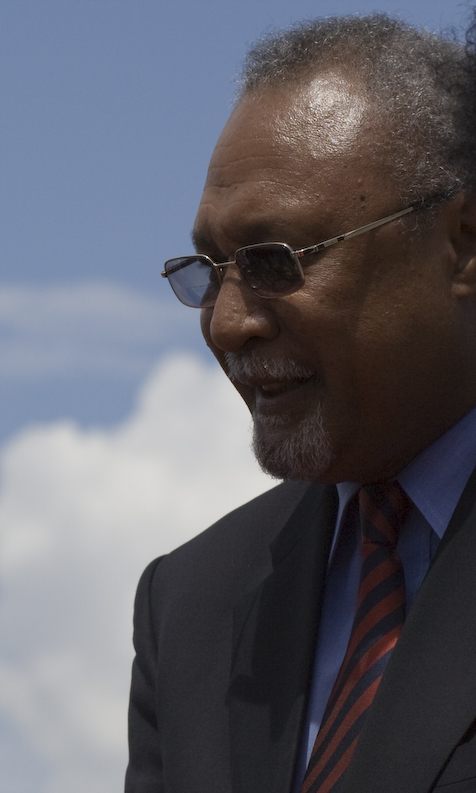
Puka Temu

 Puka Temu ist ein papua-neuguineischer Politiker. Von 2007 bis 2010 war er Vizepremierminister und Minister für Land- und Raumordnung sowie Bergbau in der Regierung von Premierminister Michael Somare. Temu ist Mitglied der National Alliance Party. Im Juli 2010 stand er an der Spitze einer Initiative, Somare durch einen Misstrauensantrag zu stürzen. Als der Versuch scheiterte, erhielt Don Polye das Amt des Vizepremiers, Temu übernahm die Führung der Opposition.
Am 8. August 2011 wurde Puka Temu Minister für Landwirtschaft und Gemeinwesenentwicklung in der Regierung von Peter O’Neill.